# 艾奥纳
艾奥纳（英語：Iona）是一个美國城市，位於明尼苏达州莫雷縣 。根據2010年的人口普查，當地人口為137人。

## 地理
根据美国人口普查局，该城市的总面积為0.77平方英里（1.99平方）。